# Солдатское (Ракитянский район)
Солдатское — село в Ракитянском районе Белгородской области. Административный центр Солдатского сельского поселения.

## География
Село расположено в западной части Белгородской области, на реке Ворсклице, в 9,5 км к юго-западу от районного центра Ракитное. В центре села расположено Солдатское водохранилище площадью 180 га.

## История
Образовано, как и большинство сел Хотмыжского уезда, служилыми людьми – детьми боярскими, стрельцами, рейтарами, казаками, выезжими черкасами. Точной даты основания села пока не установлено, но возникло на месте так называемых дач – угодий служилых людей Хотмыжской крепости во второй половине XVII века. Через село Солдатское проходила Белгородская черта для защиты южных границ Русского государства от набегов со стороны «дикого поля», крымских татар и других кочевников.
В 1779 году в селе проживало 372 однодворца, 15 владельческих черкас и 3 владельческих крестьянина. Тогда же в документах встречается и второе название села – Покровское, стало так называться после постройки церкви в честь Покрова Пресвятой Богородицы.
Первые жители жили в 10 км от современного села, в 4 км от села Акулиновки, соседнего Борисовского района. Земли первопоселенцев перемежались с землями жителей Акулиновки («черезполосицей»). Затем насельники Солдатского обменялись земельными участками с акулиновцами и перенесли село на современное место.
С марта по ноябрь 1918 года село было оккупировано германскими войсками и украинскими гайдамаками.
Летом 1919 года из жителей села набралась 2-я рота Грайворонского революционного полка (78-й стрелковый полк), сформированного на станции Готня.
Во время проведения коллективизации в августе 1930 года в Солдатском были убиты председатель колхоза «Большевик» «двадцатипятитысячник» С.Т. Коротков, его заместитель Н.М. Беляев и землемер М.А. Исаев.
К 1934 году в селе Солдатское было три колхоза — «Большевик» (с 1930), «Красная заря» и «Варейкис» (затем переименован в «20-ю годовщину Октября»).
В октябре 1941 года село было оккупировано немецко-фашистскими войсками. В августе 1943 года село окончательно освобождено.
В 1944 году — 4 колхоза (к предыдущему добавлен «Петровский»). С укрупнением колхозов все 4 объединились в «Большевик».
В 1966 году Солдатское стало производственным участком № 4 колхоза имени Жданова (с 1989 года колхоз «Родина»).
В 1965 году был установлен обелиск погибшим от рук бандитов колхозникам: Короткову, Беляеву, Исаеву, Кулешову. А в 1981 году состоялось перезахоронение останков погибших, открытие памятника первым организаторам колхоза.
По состоянию на 1995 год в Солдатском было 2 фермерских хозяйства, детский оздоровительный лагерь им. Гайдара, медпункт, Дом культуры, средняя школа.

## Население
В 1779 году в Солдатском (Покровском) — 372 однодворца и 18 владельческих крестьян. В 1862 году — 209 дворов и 1695 жителей (813 мужчин, 882 женщины); в 1894 году – 2159 жителей (1091 мужчина, 1068 женщин).
По данным переписей населения в Солдатском на 17 января 1979 года было 1198 жителей, на 12 января 1989 года – 915 (375 мужчин, 540 женщин), на 1 января 1994 года – 403 хозяйства и 922 жителя.
На январь 1995 года в селе Солдатское проживало 863 человека.
| 2002 | 2010 |
| ---- | ---- |
| 867  | ↘718 |

## Культура и социальная сфера
| Музей боевой и трудовой славы. Организован в 1977 году при Солдатской средней общеобразовательной школе. Руководит им краевед, почетный гражданин Ракитянского района Угрюмова С. П. |
| |

| Детский оздоровительный лагерь имени А. П. Гайдара на берегу «Солдатского водохранилища». В 2008 году выполнен капитальный ремонт основных и вспомогательных корпусов зданий, выполнено благоустройство территории. В летний период здесь организуется активный отдых детей, проживающих на территориях Ракитянского и соседних районов. |

12 октября 2012 года в здании Солдатского Дома культуры состоялось торжественное открытие музея семьи с. Солдатское.
Решением Муниципального Совета № 7 от 05.07.2013 года Солдатской модельной библиотеке присвоено имя Михаила Денисовича Тверитинова.

## Интересные факты
- В Солдатской средней школе долгие годы успешно вели краеведческую работу, оформили более ста папок с материалами о родном селе[4].

## Прославленные уроженцы
- Кавалер ордена Славы трёх степеней Александр Семёнович Писклов
- Герой Советского Союза Василий Емельянович Писклов
- Герой Советского Союза Пётр Кириллович Писклов

## Достопримечательности
- В селе имеется святой источник[6].